# 佩德雷拉斯
佩德雷拉斯是巴西马拉尼昂州的一个市镇。总面积288.507平方公里，总人口37008人，人口密度128.3人/平方公里。